# Michael Urie
Michael Urie (Dallas, Teksas, 8. kolovoza 1980.) je američki glumac, producent i režiser. Najpoznatiji je po ulozi Marca St. Jamesa u TV seriji "Ružna Betty".